# Кралска кобра
Кралската кобра или хамадриад (Ophiophagus hannah) е змия от семейство Аспидови (Elapidae), род Кобри (Naja). Тя е най-голямата отровна змия на Земята. Известна е (и си прилича по това с останалите видове кобри) със застрашителната си поза и качулка, която се „разперва“ при съскане.
Живее до 20 години. Среща се в различни части на Югоизточна Азия — от Пакистан и Южен Китай до Филипините, Индонезия и Индия. В миналото се е срещала и в Африка, но е била избита. Значима опасност за нея е най-вече обезлесяването (особено тежко - в Индонезия).

## Особености
Кралските кобри са маслено жълти до черно-кафяви на цвят, понякога с по-светли шарки по гърба. Те са много дълго тяло и отделни екземпляри достигат 5,5 m и 20 kg. Кралската кобра е в състояние да надига главата си на височина до 1/3 от цялата си дължина (по природа е много любопитна и често седи изправена, за да вижда по-надалече) и дори може да се движи в тази поза. Когато е раздразнена или обезпокоена, тази змия вдига глава и иначе незабележимата ѝ качулка – образувание от кожа и мускули зад главата – се разперва. Тогава се показва нейното жълто или червено гърло, което често е на ивици. Само по време на отваряне на качулката може да се чуе и нейното съскане. Кралската кобра съска по необичаен начин. Съскането ѝ е много по-тихо от това на другите змии и наподобява по-скоро ръмжене – това плаши животните повече от съскането на останалите видове змии. В дивата природа тя е сред азиатските върховни хищници, застрашавана главно от пъргавите и известни като естествени врагове на отровните змии мангусти.
Кобрата винаги предупреждава за присъствието си, поначало не бърза да напада и по принцип не напада човека. Все пак може да бъде опасна в размножителния сезон, а също и ако я стреснат или приклещят. Голяма опасност може да произлезе, ако се доближат яйцата ѝ – в такива случаи тя атакува, а това води понякога до смърт за хората. Въпреки че отровата ѝ не е сред най-силните, тя съдържа невротоксини, а при ухапване в някои случаи е способна да инжектира относително големи количества, по-скоро с дъвчене на захапаното място, отколкото с еднократно ухапване. При отравяне е нужно да се приложи незабавно противоотрова. Тази змия става агресивна към непознати, когато е в плен, но разпознава стопанина си и знае кога е време за ядене. Номера с питомни кобри показват факирите и змиеукротителите.
Има добре развито зрение в сравнение с другите змии. Обонянието ѝ също е добре развито. Освен това тя се катери отлично по дърветата и е добър плувец. Тези способности ѝ служат добре при ловуването, което става в гори и обрасли с храсти местности. Храни се предимно с други змии, отровни (включително проявявайки канибализъм) и неотровни, както и с различни други влечуги. Поради бавния си метаболизъм може да се храни относително рядко.
Позната е като животно, което често обитава селскостопанските площи в Азия и е полезно за хората, включително и ядейки гризачи, но най-вече консумиращите ги и също изобилни из нивите отровни змии. Смята се за националното животно на Индия.

## Размножаване
Женската кобра си прави гнездо, за да снася яйцата си. Като прави примка от тялото си, тя струпва могилка от листа, пръст и слама. Гнездото е високо около 1 m и топло 28 °C. В това гнездо кобрата снася от 20 до 40 яйца. Тя зарива яйцата и ляга върху тях, за да ги пази и топли. Грижи се за тях около 2 месеца и яростно ги защитава. Ако някой приближи към нея и яйцата ѝ, тя автоматично издува гушата си и започва да съска. Но веднага след излюпването им тя изоставя малките змийчета, а ако някое я последва, е възможно дори да го погуби.

## Митология
С кобрите са свързани съществата от индийската митология нага.